# 淡路町 (大阪市)
淡路町（あわじまち）は、大阪府大阪市中央区の町名。現行行政地名は淡路町一丁目から淡路町四丁目。

## 地理
船場のうち北から7番目の町で、北は平野町、南は瓦町、東は東横堀川を挟んで内淡路町・大手通、西は西横堀川跡の阪神高速1号環状線北行きを挟んで西区靱本町とそれぞれ接する。
Osaka Metroの御堂筋線（淀屋橋駅-本町駅間）および堺筋線（北浜駅-堺筋本町駅間）の中間に位置する地域である。

### 河川
- 東横堀川

## 歴史
1872年（明治5年）まで、現在の2 - 4丁目のうち中橋筋 - 丼池筋間は北鍋屋町、丼池筋 - 心斎橋筋間は中船場町、心斎橋筋 - 御堂筋間は淡路町切町、御堂筋以西は津村北之町、西横堀川沿いは浜町という町名だった。

### 地名の由来
かつて淡路島から当地へと移住してきた人が多かったことに由来する。

## 世帯数と人口
2019年（平成31年）3月31日現在の世帯数と人口は以下の通りである。
| 丁目         | 世帯数  | 人口    |
| ------------ | ------- | ------- |
| 淡路町一丁目 | 92世帯  | 133人   |
| 淡路町二丁目 | 255世帯 | 364人   |
| 淡路町三丁目 | 227世帯 | 434人   |
| 淡路町四丁目 | 59世帯  | 72人    |
| 計           | 633世帯 | 1,003人 |

### 人口の変遷
国勢調査による人口の推移。
| 1995年（平成7年）  | 224人 | [ 5 ] |  |
| 2000年（平成12年） | 190人 | [ 6 ] |  |
| 2005年（平成17年） | 222人 | [ 7 ] |  |
| 2010年（平成22年） | 430人 | [ 8 ] |  |
| 2015年（平成27年） | 492人 | [ 9 ] |  |

### 世帯数の変遷
国勢調査による世帯数の推移。
| 1995年（平成7年）  | 122世帯 | [ 5 ] |  |
| 2000年（平成12年） | 107世帯 | [ 6 ] |  |
| 2005年（平成17年） | 135世帯 | [ 7 ] |  |
| 2010年（平成22年） | 258世帯 | [ 8 ] |  |
| 2015年（平成27年） | 295世帯 | [ 9 ] |  |

## 事業所
2016年（平成28年）現在の経済センサス調査による事業所数と従業員数は以下の通りである。
| 丁目         | 事業所数  | 従業員数 |
| ------------ | --------- | -------- |
| 淡路町一丁目 | 150事業所 | 2,272人  |
| 淡路町二丁目 | 221事業所 | 2,650人  |
| 淡路町三丁目 | 169事業所 | 4,207人  |
| 淡路町四丁目 | 79事業所  | 3,487人  |
| 計           | 619事業所 | 12,616人 |

## 施設

### 社寺・史跡
- 御霊神社
- 専称寺 - 勝海舟の海軍塾
- 船場ビルディング - 国の登録有形文化財

### 企業
- 京阪神ケーブルビジョン
- 蝶理
- ステラケミファ
- 近畿産業信用組合
- コングレ
- 重松貿易
- 創建
- 創元社
- ケーツー
- クーリア

### 建築物
- 御堂筋MTRビル

## 交通

### 鉄道
- 最寄り駅はOsaka Metroの御堂筋線の淀屋橋駅および本町駅、堺筋線の北浜駅および堺筋本町駅。

### 道路
高速
- 阪神高速1号環状線

国道
- 国道25号（御堂筋）

主要地方道
- 大阪府道102号恵美須南森町線（堺筋）

## その他

### 日本郵便
- 〒541-0047[3]（集配局：大阪東郵便局[11]）

## 出身・ゆかりのある人物
- 牛尾安麿（毛織物商、中播銀行取締役）[12] - 住所は淡路町二丁目[12]。
- 島定治郎（貿易商、貴族院議員） - 1904年、淡路町にて島商店を創業[13]。